# Уряд Гаїті
Уряд Гаїті — вищий орган виконавчої влади Гаїті.

## Голова уряду
- Прем'єр-міністр — Енекс Жан-Шарль (англ. Enex Jean-Charles).

## Кабінет міністрів
Склад чинного уряду подано станом на 15 серпня 2016 року.
| Логотип | Міністерство                                                | Міністр                                         | Фото | Час на посаді | Час на посаді | Партія | Партія | Вебсайт |
| ------- | ----------------------------------------------------------- | ----------------------------------------------- | ---- | ------------- | ------------- | ------ | ------ | ------- |
|         | Міністерство внутрішніх справ                               | Франсуа Аннік (Francois Annick)                 |      |               |               |        |        |         |
|         | Міністерство екології                                       | Сімон Дісоль Десрас (Simon Dieuseul Desras)     |      |               |               |        |        |         |
|         | Міністерство економіки і фінансів                           | Ів Ромен Бастьєн (Yves Romain Bastien)          |      |               |               |        |        |         |
|         | Міністерство житлово-комунального господарства і транспорту | Жак Евелет Евеллар (Jacques Evelt Eveillard)    |      |               |               |        |        |         |
|         | Міністерство зв'язку                                        | Марк Аврель Гарсіа (Marc Aurele Garcia)         |      |               |               |        |        |         |
|         | Міністерство закордонних справ                              | П'єро Делінне (Pierrot Delienne)                |      |               |               |        |        |         |
|         | Міністерство культури                                       | Дітні Жоан Ратон (Dithny Joan Raton)            |      |               |               |        |        |         |
|         | Міністерство молоді, спорту та громадських справ            | Абель Назайр (Abel Nazaire)                     |      |               |               |        |        |         |
|         | Міністерство оборони                                        | Енекс Жан-Шарль (Enex Jean-Charles)             |      |               |               |        |        |         |
|         | Міністерство освіти                                         | Жан Бюво Дорсонн (Jean Beauvois Dorsonne)       |      |               |               |        |        |         |
|         | Міністерство охорони здоров'я і народонаселення             | Дафні Бенуа Дельсон (Daphnee Benoit Delsoin)    |      |               |               |        |        |         |
|         | Міністерство планування і міжнародної кооперації            | Авіоль Флеран (Aviol Fleurant)                  |      |               |               |        |        |         |
|         | Міністерство праці і соціальної політики                    | Рене Ентоні Ніколас (Rene Antoine Nicolas)      |      |               |               |        |        |         |
|         | Міністерство сільського господарства і природних ресурсів   | П'єр Гуїто Лауроре (Pierre Guito Laurore)       |      |               |               |        |        |         |
|         | Міністерство торгівлі                                       | Джессі Петіт-Фрере (Jessy C. Petit-Frere)       |      |               |               |        |        |         |
|         | Міністерство туризму                                        | Гай Дідьє Іпполіт (Guy Didier Hyppolite)        |      |               |               |        |        |         |
|         | Міністерство у справах гаїтянської діаспори                 | Роберт Лабруссе (Robert Labrousse)              |      |               |               |        |        |         |
|         | Міністерство у справах жінок                                | Марі Деніс Клод (Marie Denise Claude)           |      |               |               |        |        |         |
|         | Міністерство юстиції та громадської безпеки                 | Каміль Едуард молодший (Camille Edouard Junior) |      |               |               |        |        |         |